# Angel Lam

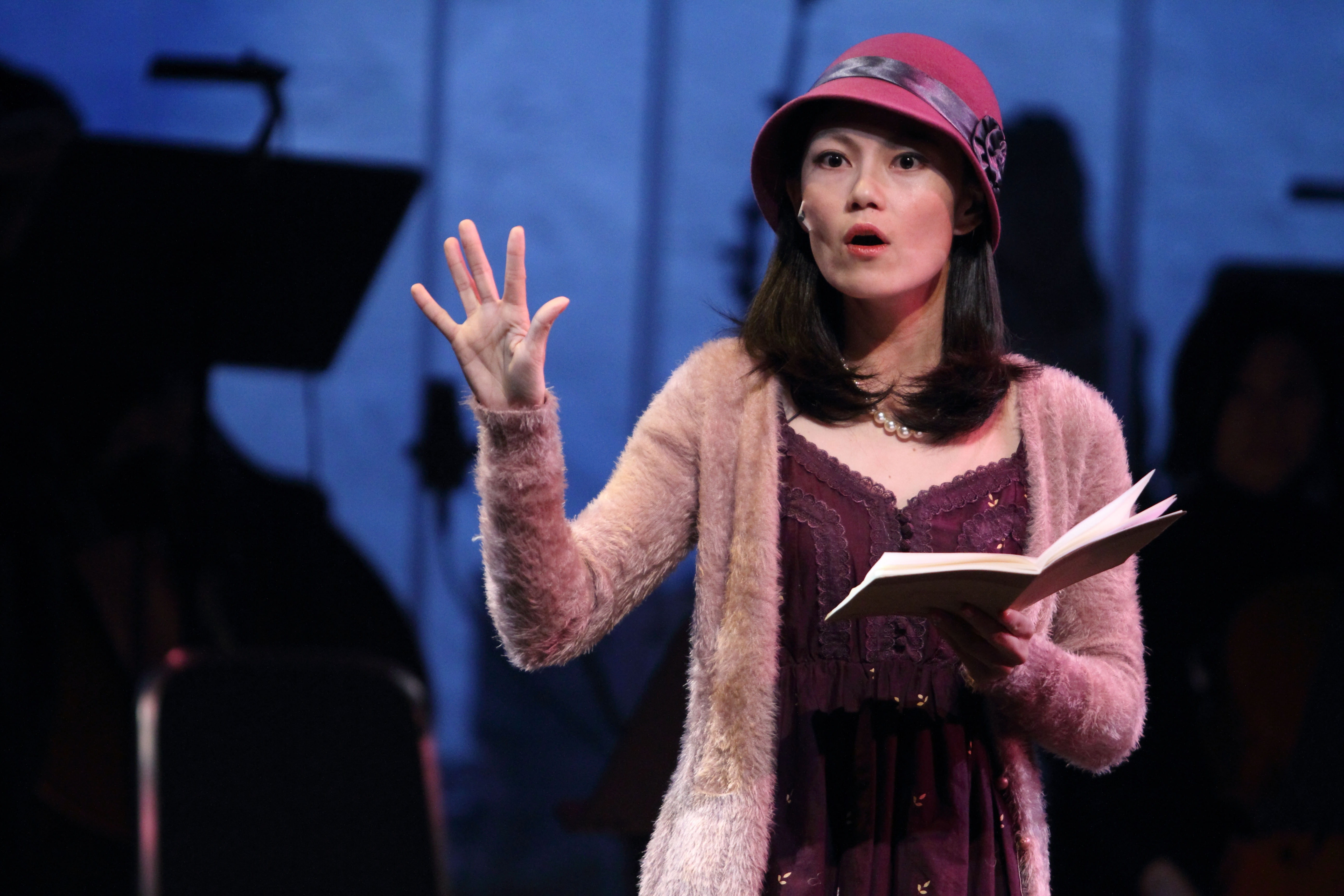
Angel Lam

Angel Lam On-Ki (chinesisch 林安淇, Pinyin Lín Ānqí, Jyutping Lam4 On1kei4, kantonesisch Lam On-Ki, * 2. August 1978 in Hongkong) ist eine chinesische Komponistin.

## Biographie
Lam studierte am Peabody Conservatory und an der Yale University. Sie erhielt Stipendien des Hong Kong Jockey Club Music and Dance Fund, der Composers and Authors Society of Hong Kong und des Peabody Conservatory of the Johns Hopkins University. Zu ihren Lehrern zählten Christopher Theofanidis, Aaron Jay Kernis und Martin Bresnick. Masterclass und Nachhilfeunterricht: George Crumb, Poul Ruders, Christopher Rouse, George Tsontakis, Detlev Glanert, Ingram Marshall, James Primosch, Joel Hoffman, John Harbison, Brian Ferneyhough und Marc Dalbavie.
Kompositionen Lams wurden u. a. in Hong Kong, China, Japan, der Schweiz, Belgien, Italien, Österreich, Frankreich, Korea, Argentinien und den USA aufgeführt. 2006 erhielt sie einen Kompositionsauftrag des Weill Music Institute an der Carnegie Hall. Das entstandene Stück Empty Mountain, Spirit Rain erregte
die Aufmerksamkeit Yo-Yo Mas, der es mit seinem Silk Road Ensemble auf Konzerttourneen durch die USA, Großbritannien, Kanada, Japan, Südostasien, die Schweiz und China aufführte.
Als zweites Auftragswerk der Carnegie Hall entstand im Folgejahr unter der Mentorschaft von Osvaldo Golijov und Dawn Upshaw Sun, Moon, and Star. In Zusammenarbeit mit der Theaterkünstlerin Martha Clarke entstand die Musik zu einem Theaterprojekt für Tanz und visuelle Projektionen. Weitere Kompositionsaufträge wurden vom New York City's Greenwich Village Orchestra, der Hong Kong Sinfonietta und dem Houston Chamber Choir at the American Masterpieces Festival erteilt.
2009 wurde sie von der Zeitschrift Musical America zum "Artist of the Month" und vom Yale Alumni Magazine der Yale University zum "Yalie of the Week" gewählt. Für Yo-Yo Ma und das Atlanta Symphony Orchestra komponierte sie ein Cellokonzert für das China-Festival Ancient Paths, Modern Voices: A Festival Celebrating Chinese Cultur der Carnegie Hall. 2010 arbeitete sie u. a. für Aldo Parisots Yale Cellos, das Yale Norfolk Chamber Music Festival, die Inside the Classics-Konzertreihe des Minnesota Orchestra und das Hong Kong Arts Festival.

## Werke
- Love Memo. Duett für Flöte und Klavier, 1998
- The Suite for Orchestra. 1999
- For a New Millennium. für Bläserquintett, 2000
- Dreams of them enter, like men alive, into the maiden room of their lovers … für Guzheng und Prozessor, 2000
- An Image of Mercury gliding across the Sun. für Klavier und Elektronik, 2000
- Dialogue with the Old Poet. für Fagott und Max Msp-Programm, 2001
- Dream Sketches. für Streichquartett, 2001
- Imagery of Water. für Gitarre, Harfe, Vibraphon oder Crotales und Kontrabass, 2002
- Symphonic Journal: Ambush from Ten Directions. für großes Orchester und Erzähler, 2002
- Beyond the Rainbow. für Sopran, Tenor oder Countertenor und Bariton, Kontrabass, Erzähler und Klavier, 2003
- Through the Interwoven Growth. für Bläserquintett, 2003
- Red Peony Sky in Mid-June. für Flöte, Klarinette, Cello, Vibraphon und Crotales, 2003
- Therefore We Do Not Lose Heart. für Frauenchor a cappella, 2004
- Softly I Speak to you, of Orchids and a Dream. für Sopran, Harfe, Klavier und Streichorchester, 2005
- Secrets and Ice Garden. für Klavierquintett, 2005
- Memories from My Previous Lives. für Orchester, 2005–06
- Silk Road, Silk Road. für Mundharmonikaquintett, 2006
- Empty Mountain, Spirit Rain. für Shakuhachi, Violine, Cello, Kontrabass, Marimba und Perkussion, 2006
- Merry Go Round. für gemischten Chor a cappella, 2007
- Midnight Run. für Choreographie, Musik und visuelle Projektionen, 2007
- Sun, Moon, and Star. für zwei Soprane, Violine, Cello, Kontrabass, Perkussion und Klavier, 2007
- Oh Stars, from the Abyss. für Frauenchor, Streicher, Klavier und Perkussion, 2008
- Her Thousand Years Dance. für Shakuhachi, Cello, Perkussion und Streichorchester, 2007
- In Search of Seasons. für Streichquartett und Orchester, 2007, für Orchester, 2008
- The Burning Babe. für gemischten Chor, Orgel, Streicher, Bläser und Perkussion, 2008
- Avalokiteshvara's Hand. für Soloperkussion, 2009
- Awakening from a Disappearing Garden. für Solocello, Erzähler und Orchester, 2009